# Desmacididae
Desmacididae é uma família de esponjas marinhas da ordem Poecilosclerida.

## Gêneros
- Desmacidon Bowerbank, 1861
- Desmapsamma Burton, 1934